# Museo de la Insurgencia (Aguascalientes)
El Museo de la Insurgencia es un recinto museográfico de Pabellón de Hidalgo, municipio de Rincón de Romos, Aguascalientes. Está dedicado a la Independencia de México, y fue creado en la casa grande de la antigua Hacienda de San Blas, un recinto en el que Miguel Hidalgo fue degradado como general del Ejército Insurgente por el resto de mandos rebeldes.

## Historia
Luego de la batalla de Puente de Calderón el ejército insurgente desertó de manera masiva, y los jefes independentistas huyeron hacia Aguascalientes, alojándose en la hacienda de San Blas, un edificio del siglo XVII en el actual municipio de Rincón de Romos. Reunidos en consejo el 25 de febrero de 1811 Ignacio Allende, Juan Aldama y Mariano Abasolo acordaron la destitución del mando general a Miguel Hidalgo, y acordaron la huida a Estados Unidos con el fin de obtener apoyo y pertrechos para proseguir la rebelión.
El 17 de octubre de 1964 la hacienda de San Blas fue acondicionada e inaugurada como museo, siendo el primero del estado en ser inaugurado formalmente. Para ese fin se recuperó la decoración original de la hacienda, y se ocuparon los espacios de la misma como la capilla, panadería, caballerizas, baños, molinos e incluso un pasadizo para llegar a la capilla.

Con motivo de los festejos del Bicentenario de la Independencia de México, el espacio fue restaurado.

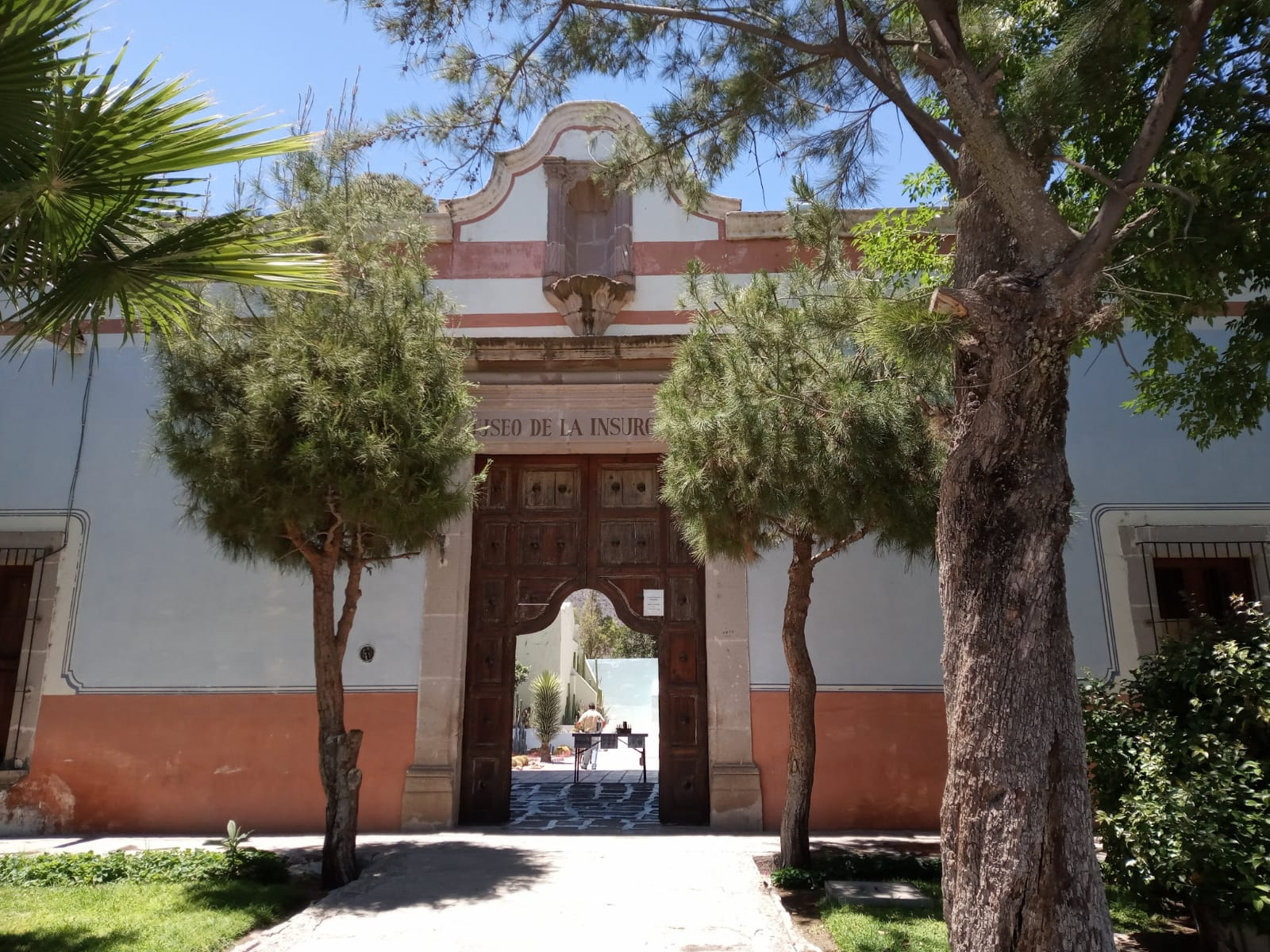
Fachada del museo de la insurgencia
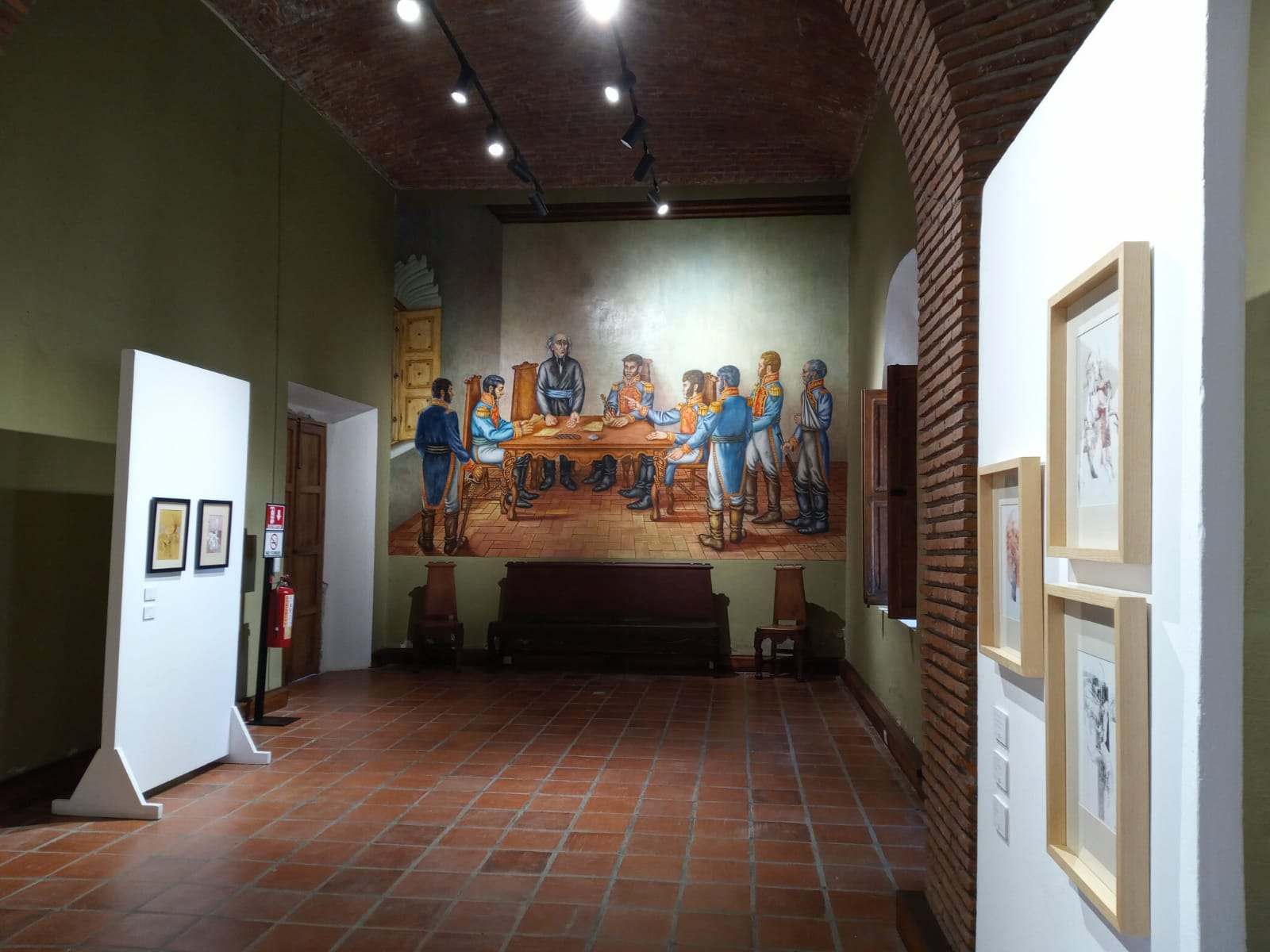
Sala 3 museo de la insurgencia
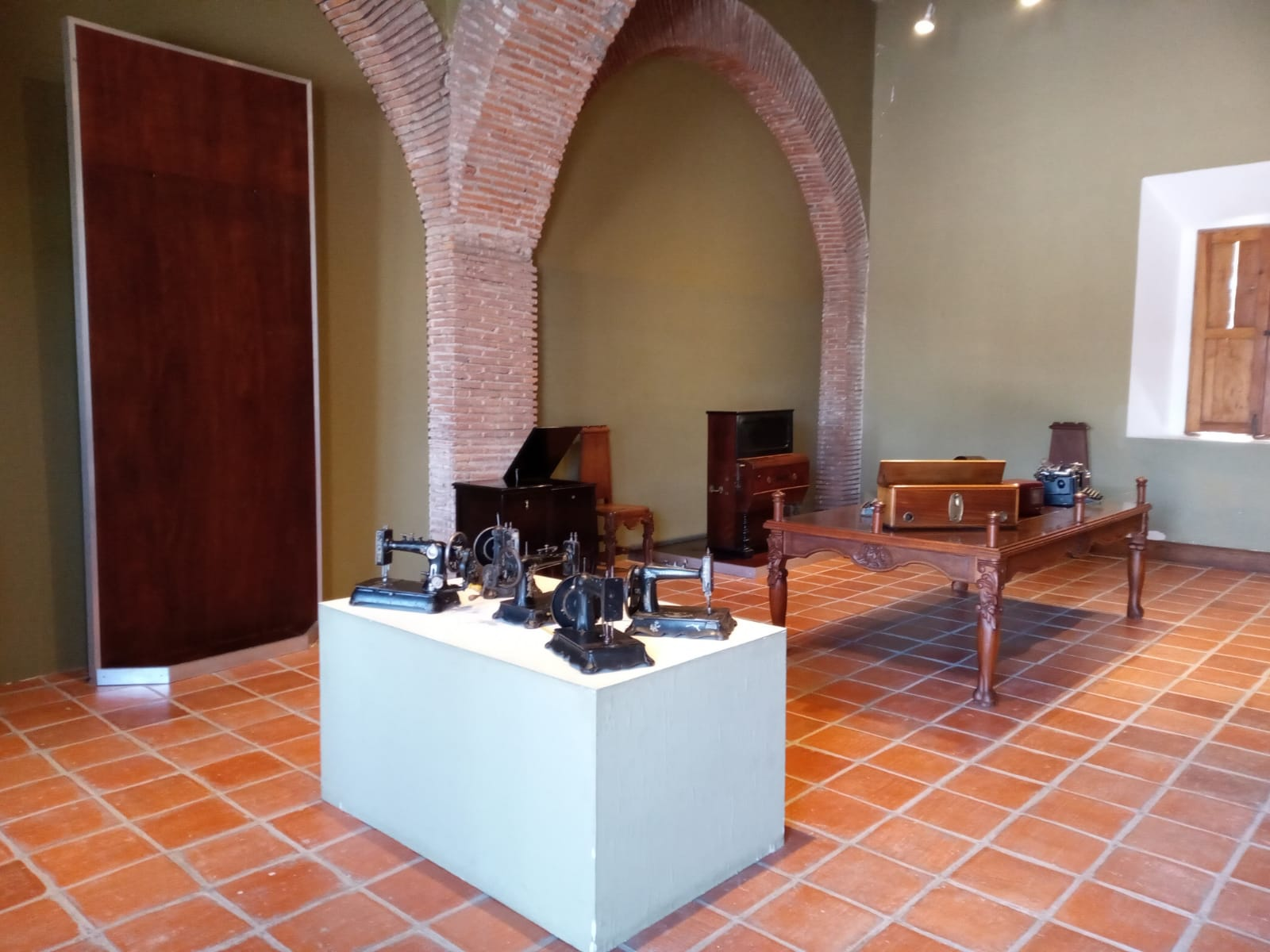
Sala 2 museo de la insurgencia